# Erysimum verrucosum
Erysimum verrucosum är en korsblommig växtart som beskrevs av Pierre Edmond Boissier och Charles Gaillardot. Erysimum verrucosum ingår i släktet kårlar, och familjen korsblommiga växter. Inga underarter finns listade i Catalogue of Life.